# Parti pour le rassemblement démocratique
Le Parti pour le rassemblement démocratique (PRD) est un parti politique sénégalais, dont le Secrétaire général est Michel Amine.

## Histoire
Le parti est officiellement reconnu le 13 décembre 1999.  

## Orientation
Ses objectifs déclarés sont « d'accroître le développement harmonieux de l'économie ; de renforcer la concorde nationale ; de sauvegarder la démocratie et l'interêt national ».

## Symboles
Sa couleur est le violet. Cinq étoiles blanches entourant les lettres PRD constituent son emblème.

## Organisation
Son siège se trouve à Dakar.